# Antonio Cartón
Antonio Cartón Llorente (Gijón, España, 21 de marzo de 1980) es un exjugador de balonmano español que jugaba de extremo derecho. 
Se formó en la cantera del Colegio Inmaculada de donde dio el salto al Deportivo Gijón, donde militó dos temporadas. El Ademar León (3 temporadas), el Teka Cantabria (1), el Bidasoa (1), el Balonmano Aragón y el Club Balonmano Huesca, donde se retiró. En octubre de 2011 rebasó la barrera de los 1000 goles en la Liga Asobal.
Ha sido internacional Junior (26 veces) y Juvenil (20 veces) con la Selección de España, consiguiendo la medalla de plata en el Mundial Junior de Suiza 2001 y la de bronce en el Europeo de Grecia 2000.

## Equipos
- Deportivo Gijón Balonmano (1998-2000)
- Club Balonmano Ademar León (2000-2003)
- Club Balonmano Cantabria (2003-2005)
- Club Deportivo Bidasoa (2005-2006)
- Balonmano Aragón (2006-2014)
- Club Balonmano Huesca (2014-2015)[3][4]

## Palmarés
- Campeón de Aragón como entrenador con su gran equipo Balonmano Almogavar Juvenil B (2017)
- Campeón de España de Selecciones Autonómicas con la Selección Asturiana Juvenil (1998)
- Medalla de Bronce con la Selección Asturiana en el Campeonato de España de Selecciones Autonómicas Juveniles (1997)
- Subcampeón de Europa con la selección española Juvenil en las Olimpiadas de la Juventud (1997)
- Campeón de Copa Latina con la Selección Nacional Juvenil (1997 y 1998)
- Medalla de Bronce con la selección española Junior en el Campeonato de Europa (2000)
- Subcampeón del Mundo con la selección española Junior en (2001)
- Campeón de la Liga ASOBAL con el Ademar de León (2001)
- Subcampeón de la Supercopa de España con el Ademar de Leon (2002 y 2003)
- Campeón de la Copa del Rey con el Ademar (2002)
- Mejor Jugador de Asturias en Benjamín (1990), Alevín (1992), Cadete (1996) y Junior (2000).[5]